# Cardiandra amamiohsimensis
Cardiandra amamiohsimensis là một loài thực vật có hoa trong họ Tú cầu. Loài này được Koidz. mô tả khoa học đầu tiên năm 1928.